# 珀拉斯凱 (紐約州)
珀拉斯凱（英語：Pulaski）是位於美國紐約州奧斯威戈縣的村。

## 人口
根據2020年美國人口普查的數據，珀拉斯凱的面積為9.42平方千米，當中陸地面積為9.16平方千米，而水域面積為0.26平方千米。當地共有人口2186人，而人口密度為每平方千米232人。